# Forum van Caesar
Het Forum van Caesar (Latijn: Forum Iulii Caesaris) was een forum in het oude Rome, gebouwd in opdracht van Julius Caesar.

## Geschiedenis
Het Forum van Caesar werd gebouwd als uitbreiding van het Forum Romanum, waar het direct tegenaan ligt. Het was het eerste keizerforum dat werd gebouwd. De bouw startte in 54 v.Chr. en was complex en kostbaar. Om plaats te maken voor het forum moest een deel van de huizen van de Subura worden afgebroken. Daarnaast werd de curia waar de senaat vergaderde op een andere plaats herbouwd. Caesar financierde de bouw met geld uit de oorlogsbuit van zijn Gallische Oorlog. Het forum werd in 46 v.Chr. ingewijd, maar werd pas in 29 v.Chr. onder Augustus helemaal voltooid.
Het forum bestond uit een ommuurd plein met zuilengangen met in het midden de Tempel van Venus Genetrix. Caesar bouwde deze tempel ter ere van Venus, omdat zijn familie, de gens Julia, beweerde af te stammen van de godin via haar kleinzoon Iulus, de zoon van Aeneas. Voor de tempel stond een standbeeld van Caesar, gezeten op het beroemde paard van Alexander de Grote, Bucephalus.
Het forum lag oorspronkelijk direct tegen de heuvelrug die de Capitolijn met de Quirinaal verbond. Aan het einde van de 1e eeuw werd echter begonnen met de bouw van het Forum van Trajanus. Om ruimte te maken voor dit forum werd de heuvelrug afgebroken, moest een deel van het Forum van Caesar gereconstrueerd worden en werd de Tempel van Venus Genetrix geheel herbouwd. De nieuwe tempel werd in 111 ingewijd.

## Latere geschiedenis
In 283 verwoestte de zogenaamde Brand van Carinus een groot deel van het Forum Romanum. Ook het Forum van Caesar en de Tempel van Venus Genetrix raakten beschadigd. Onder keizer Diocletianus werden de gebouwen gerestaureerd. In de middeleeuwen raakten de meeste Romeinse monumenten in onbruik en vervielen tot ruïnes. Aardbevingen brachten grote schade toe en de Romeinse inwoners braken de monumenten af om hun kostbare bouwmaterialen als marmer en brons in nieuwe gebouwen te kunnen hergebruiken. Het Forum van Caesar verdween onder een laag aarde en werd pas vanaf de 19e eeuw weer opgegraven. Hierbij werd ook het betonnen podium van de tempel weer blootgelegd en werden de restanten van de drie zuilen en een deel van de architraaf weer opgericht.